# Kendrai Gábor
Kendrai Gábor (Vedrőd (Pozsony megye), 1724. február 14. – Vágsellye, 1797. január 18.) Jézus-társasági áldozópap és plébános.

## Életútja
1739-ben lépett a jezsuiták közé és előbb Besztercebányán, majd Egerben mint misszionárius és jószágkormányzó működött, 1770-től Nagyszombatban élt ugyanazon minőségben. A jezsuita rend eltörlése (1773) után az esztergomi főegyházmegyébe vették fel és 1775. február 1-jén Vágsellyén plébános lett.

## Művei
- Exercitatio poetica de Jonatha mel gustante et a Saul interficiendo nisi eum milites liberassent. Cassoviae, 1748
- Bellici Cassoviae simul et per superiorem Hungariam sub principibus Austriacis praetores seu generales seculo XVII. Uo. 1749, két rész